# Bonus
För artillerigranaten, se Bofors BONUS. För den isländska livsmedelskedjan, se Bónus.
Bonus är latin och betyder god. Det används som ett modeord för att beteckna olika begrepp i affärslivet.
Bonus kan vara en ekonomisk kompensation som en anställd, från verkstadsgolvet till chefsbefattningarna,  kan få av sin arbetsgivare för väl utfört arbete. Vanligen är bonusens storlek beroende av något slags framgångsmått som inte är uppfyllt vid tiden för överenskommelsen om en bonus, till exempel hur gott resultat företaget får under det aktuella räkenskapsåret eller hur snabbt företaget lyckades leverera en viss order.
Bonus används även av affärskedjor som önskar premiera sina stamkunder (och knyta dem fastare till den egna kedjan) och baserat på uppköpen under en given tidsperiod kan dela ut rabattkuponger, presenter eller kontoåterbäring.
Försäkringsbolag kan bevilja bonus i form av premierabatt, om kunden under lång tid har undvikit skador.
I en del spel innebär bonus extra poäng utöver den normala rutinen.
Bonus inom musikbranschen kan betyda att till exempel att ett musikalbum innehåller en extra låt, som inte finns med på alla utgåvor.
Bonus är att betrakta som något för en del att få och inte någon allmän utdelning till samtliga.